# Flucht in den Norden
Pour plus de détails, voir Fiche technique et Distribution.
Flucht in den Norden (littéralement « vole vers le nord ») est un film germano-finlandais réalisé par Ingemo Engström, sorti en 1986.

## Fiche technique
- Titre : Flucht in den Norden
- Réalisation : Ingemo Engström
- Scénario : Ingemo Engström d'après le roman de Klaus Mann
- Photographie : Axel Block
- Montage : Thomas Balkenhol
- Production : Jörn Donner, Ingemo Engström, Gerhard Theuring et Christina Undritz
- Société de production : Jörn Donner Productions et Theuring-Engström-Filmproduktion
- Pays :  Allemagne de l'Ouest et  Finlande
- Genre : Drame
- Durée : 117 minutes
- Dates de sortie : 
  -  Allemagne de l'Ouest : 27 novembre 1986

## Distribution
- Katharina Thalbach : Johanna
- Jukka-Pekka Palo : Ragnar
- Lena Olin : Karin
- Tom Pöysti : Jens
- Britta Pohland : Suse
- Käbi Laretei : la mère

## Distinctions
Le film a été présenté en sélection officielle en compétition lors de Berlinale 1986.